# Heinrich Angst
Heinrich Angst, noto Heiri (29 agosto 1915 – 9 settembre 1989) è stato un bobbista svizzero.
Era il fratello di Max, a sua volta bobbista di livello mondiale.

## Biografia
Ai VII Giochi olimpici invernali (edizione disputatasi nel 1956 a Cortina d'Ampezzo, Italia) vinse la medaglia d'oro nel Bob a quattro con i connazionali Franz Kapus, Robert Alt e Gottfried Diener, partecipando per la nazionale svizzera, superando la nazionale italiana (medaglia d'argento) e statunitense.
Il tempo totalizzato fu di 5:10,44 con un distacco inferiore ai due secondi dalle altre medagliate, 5:12,10 e 5:12,39 i loro tempi.
Inoltre ai campionati mondiali vinse numerose medaglie:
- nel 1949, medaglia di bronzo nel bob a quattro con Fritz Feierabend, Werner Spring e Friedrich Waller[3] e medaglia d'argento nel bob a due con Fritz Feierabend;[4]
- nel 1950, medaglia di bronzo nel bob a quattro con Franz Kapus, Franz Stöckli e Hans Bolli
- nel 1951, medaglia di bronzo nel bob a quattro con Franz Kapus, Franz Stöckli e Hans Bolli
- nel 1954, medaglia d'oro nel bob a quattro con Fritz Feierabend, Harry Warburton e Gottfried Diener
- nel 1955, medaglia d'oro nel bob a quattro con Franz Kapus,  Robert Alt e Gottfried Diener, medaglia di bronzo con Franz Kapus nel bob a due.